# Nothin’ on You
Nothin' on You – pierwszy singiel rapera B.o.B z jego debiutanckiego albumu, B.o.B Presents: The Adventures of Bobby Ray. Utwór ten wykonuje razem z amerykańskim muzykiem Bruno Mars. Oficjalna wersja remixu tej piosenki została stworzona przez Big Boi. Utwór znalazł się na szczycie notowań w Holandii, Wielkiej Brytanii oraz w Stanach Zjednoczonych.

## Osiągnięcia
Utwór 16 kwietnia 2010 uzyskał status platynowej płyty w USA przez RIAA. Osiągnął też pierwsze miejsce na liście Billboard Hot 100 w kończącym się tygodniu 1 maja 2010 roku. 28 czerwca piosenka pokryła się podwójną platyną w Stanach Zjednoczonych.
Utwór zadebiutował na UK Singles Chart dnia 23 maja 2010 r., na numer jeden w sprzedaży 85.333 kopii, zastępując Roll Deep "Good Times". Jednolitego także zadebiutował jako numer jeden na UK R & B Chart.
Singiel osiągnął również pierwsze miejsce w liście TOP 40 w Holandii, gdzie przebywał na szczycie przez prosto trzy tygodnie.
Piosenka zyskała również status platyny w Australii.

## Pozycje na listach
| Notowanie                             | Max Pozycja    |
| ------------------------------------- | -------------- |
| Australia (ARIA)                      | 3              |
| Austria (Ö3 Austria Top 40)           | 28             |
| Belgia (Ultratop Flanders)            | 44             |
| Belgia (Ultratop Wallonia)            | 40             |
| Brazylia (Crowley Broadcast Analisys) | 52             |
| Kanada (Canadian Hot 100)             | 10             |
| Hiszpania (PROMUSICAE)                | 41             |
| Holandia (Dutch Top 40)               | 1 (3 tygodnie) |
| Europa (European Hot 100 Singles)     | 5              |
| Irlandia (IRMA)                       | 7              |
| Francja (SNEP) Download Chart         | 30             |
| Niemcy (Media Control AG)             | 22             |
| Nowa Zelandia (RIANZ)                 | 5              |
| Szwecja (Sverigetopplistan)           | 28             |
| Szwajcaria (Media Control AG)         | 28             |
| Wielka Brytania                       | 1              |
| US Billboard Hot 100                  | 1 (3 tygodnie) |
| US Hot R&B/Hip-Hop Songs (Billboard)  | 1 (1 tydzień)  |
| US Pop Songs (Billboard)              | 1 (3 tygodnie) |
| Włochy (FIMI)                         | 12             |